# 敖德薩國立大學
敖德萨梅契尼可夫国立大学（烏克蘭語：Одеський національний університет імені І. І. Мечникова，羅馬化：Odeskyi natsionalnyi universytet imeni I. I. Mechnykova，簡寫：ОНУ / ONU）是乌克兰敖德萨市的一所公立大学。敖德萨国立大学成立于1865年，现名是为纪念乌克兰生物学家伊利亞·梅契尼可夫。敖德萨国立大学是乌克兰最优秀的大学之一。

## 院系设置
- 生物系
- 化学系
- 控制学系
- 地质与地理系
- 经济与法律系
- 历史系
- 哲学系
- 物理系
- 语言学系
- 罗曼-日耳曼语言学系
- 数学经济与力学学院
- 社会科学学院
- 创新与研究生教育学院